# Hégenheim
Ne doit pas être confondu avec Hagenheim.
Hégenheim [eɡənaim]  est une commune française de la banlieue de Bâle, située dans la circonscription administrative du Haut-Rhin et, depuis le 1er janvier 2021, dans le territoire de la Collectivité européenne d'Alsace, en région Grand Est, mais aussi dans l'aire urbaine de Bâle - Saint-Louis (partie française) et l'Eurodistrict trinational de Bâle.
Cette commune se trouve dans la région historique et culturelle d'Alsace.

## Géographie
Hégenheim est une petite ville alsacienne, limitrophe d'Allschwil en Suisse, proche de la ville de Bâle (Suisse) et de la frontière avec l'Allemagne.
Elle est située en Europe rhénane tout comme le reste de l'Alsace, entre trois massifs montagneux : les Vosges, la Forêt-Noire et le Jura.
Sa superficie est de 669 hectares et son altitude à l'église est de 281 m.
| Hésingue    |           | Saint-Louis         |
|             | Hégenheim |                     |
| Buschwiller |           | Allschwil ( Suisse) |

### Hydrographie

#### Réseau hydrographique
La commune est dans le bassin versant du Rhin au sein du bassin Rhin-Meuse. Elle est drainée par le ruisseau l'Altenbach et le ruisseau l'Augraben,.
L'Altenbach, d'une longueur de 13 km, prend sa source dans la commune de Folgensbourg et se jette  dans l'Augraben à Saint-Louis, après avoir traversé six communes. 
L'Augraben, d'une longueur de 23 km, prend sa source dans la commune de Hagenthal-le-Haut et se jette  dans le Grand canal d'Alsace à Kembs, après avoir traversé sept communes. 

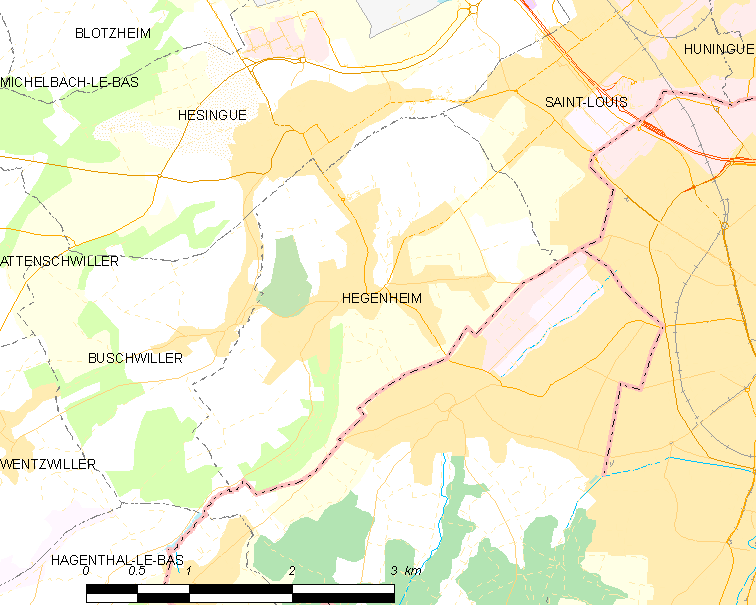
Carte de la commune de Hégenheim et des proches communes.
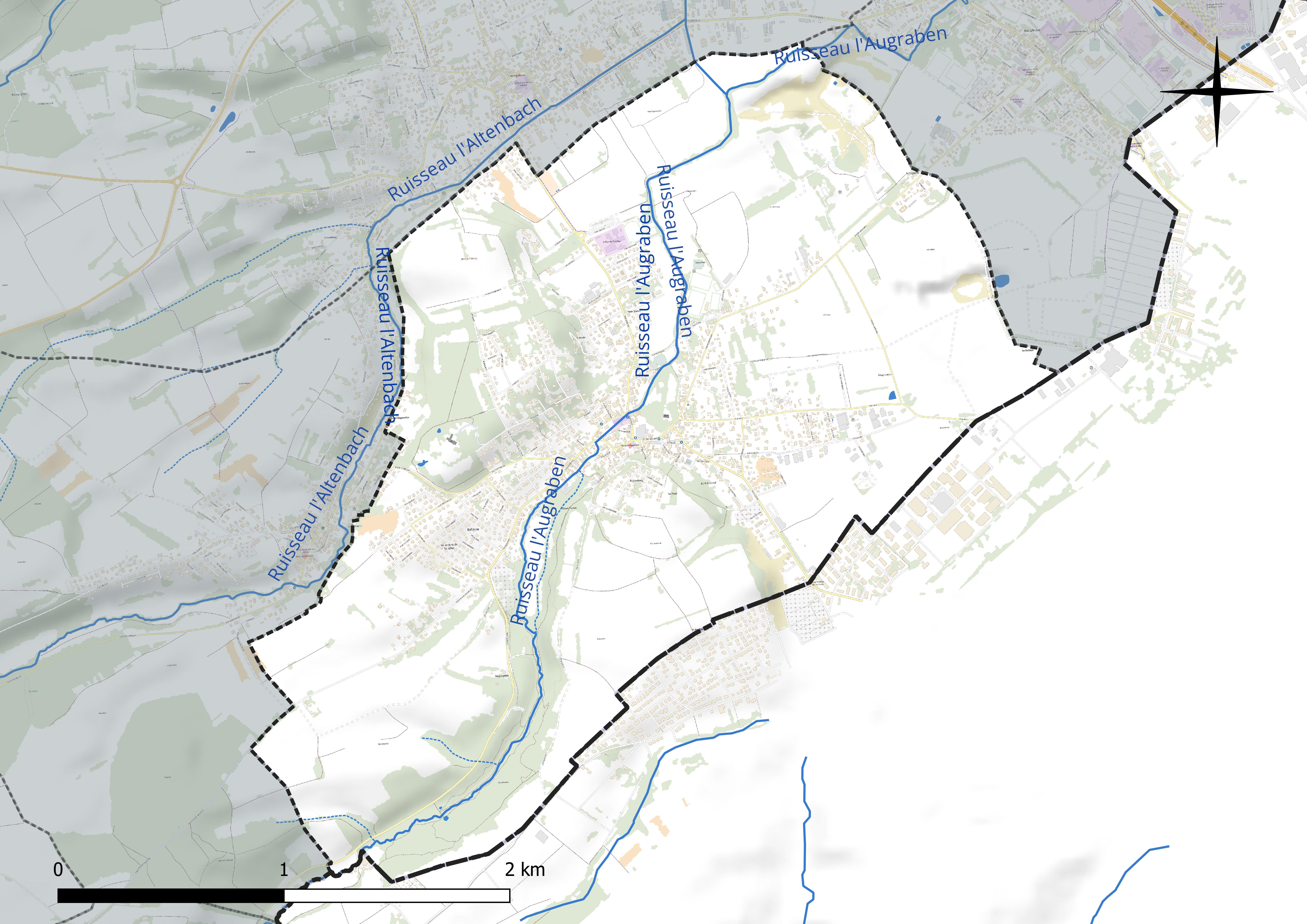
Réseau hydrographique de Hégenheim.

#### Gestion et qualité des eaux
Le territoire communal est couvert par le schéma d'aménagement et de gestion des eaux (SAGE) « Ill Nappe Rhin ». Ce document de planification concerne la nappe phréatique rhénane, les cours d'eau de la plaine d'Alsace et du piémont oriental du Sundgau, les canaux situés entre l'Ill et le Rhin et les zones humides de la plaine d'Alsace. Le périmètre s’étend sur 3 596 km2. Il a été approuvé le 17 janvier 2005. La structure porteuse de l'élaboration et de la mise en œuvre est la région Grand Est. 
La qualité des cours d’eau peut être consultée sur un site dédié géré par les agences de l’eau et l’Agence française pour la biodiversité. 

## Urbanisme

### Typologie
Au 1er janvier 2024, Hégenheim est catégorisée grand centre urbain, selon la nouvelle grille communale de densité à sept niveaux définie par l'Insee en 2022.
Elle appartient à l'unité urbaine de Bâle (SUI)-Saint-Louis (partie française), une agglomération internationale regroupant six  communes, dont elle est une commune de la banlieue,,. Par ailleurs la commune fait partie de l'aire d'attraction de Bâle - Saint-Louis (partie française), dont elle est une commune du pôle principal,. Cette aire, qui regroupe 94 communes, est catégorisée dans les aires de 200 000 à moins de 700 000 habitants,.

### Occupation des sols
L'occupation des sols de la commune, telle qu'elle ressort de la base de données européenne d’occupation biophysique des sols Corine Land Cover (CLC), est marquée par l'importance des territoires agricoles (56,3 % en 2018), en diminution par rapport à 1990 (64,4 %). La répartition détaillée en 2018 est la suivante : 
zones agricoles hétérogènes (31,1 %), zones urbanisées (28,5 %), terres arables (25,2 %), forêts (10,8 %), mines, décharges et chantiers (3,9 %), zones industrielles ou commerciales et réseaux de communication (0,5 %). L'évolution de l’occupation des sols de la commune et de ses infrastructures peut être observée sur les différentes représentations cartographiques du territoire : la carte de Cassini (XVIIIe siècle), la carte d'état-major (1820-1866) et les cartes ou photos aériennes de l'IGN pour la période actuelle (1950 à aujourd'hui).

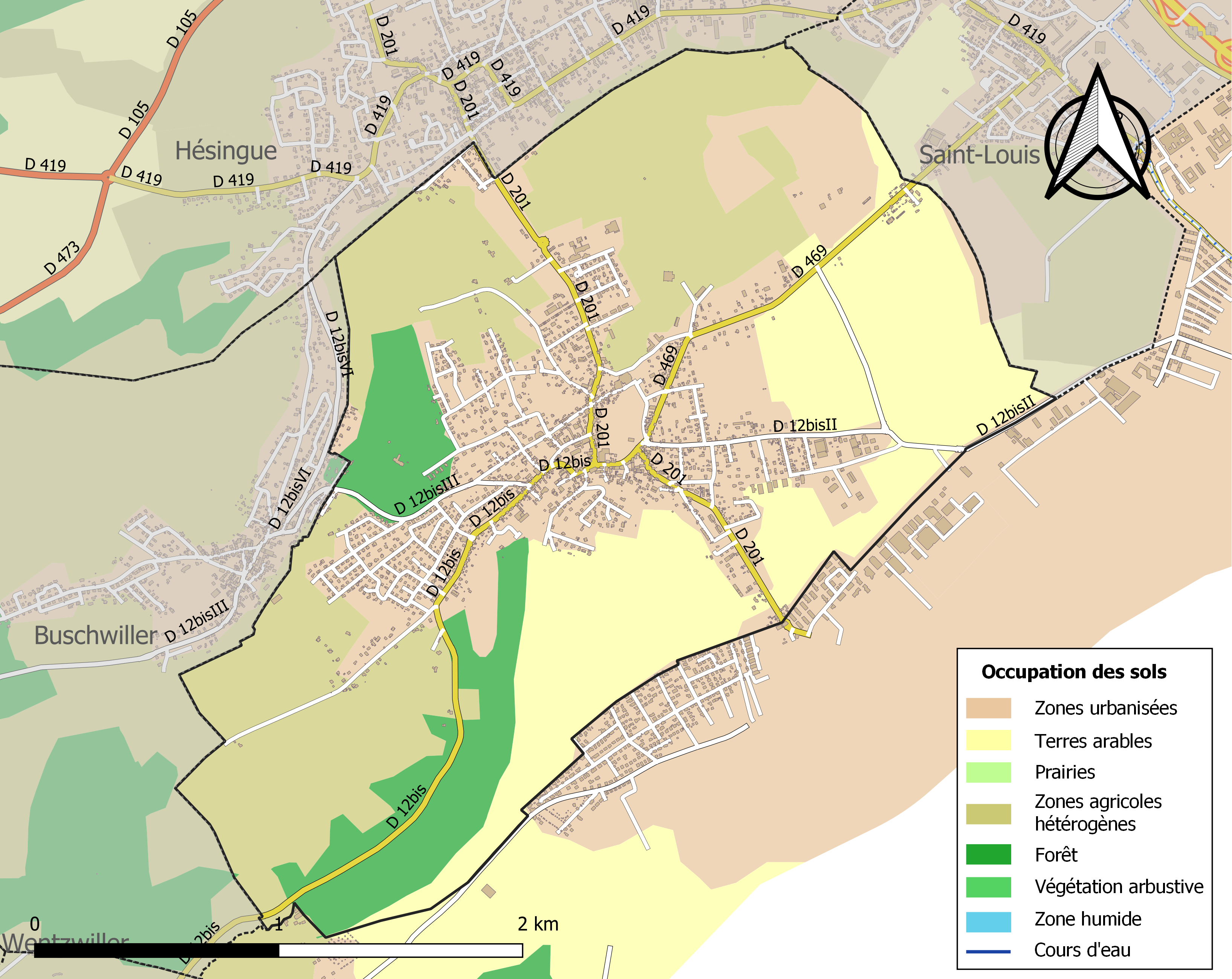
Carte des infrastructures et de l'occupation des sols de la commune en 2018 (CLC).

## Climat
Pour des articles plus généraux, voir Climat du Grand Est et Climat du Haut-Rhin.
Hégenheim est à plusieurs centaines de kilomètres de toute mer ou océan. L'influence maritime est très limitée et le climat est semi-continental. Cela se traduit par de grands écarts de température. L'été est bref mais intense avec des températures de 26-29°C en journée, pouvant être supérieures à 30°C et des orages qui débordent depuis le Jura suisse. L'hiver est long, froid mais pas extrême: 6 à 10°C en journée et -3 à 2°C la nuit.  
| Mois                                  | jan.       | fév.     | mars      | avril     | mai       | juin      | jui.      | août      | sep.      | oct.      | nov.       | déc.       | année     |
| ------------------------------------- | ---------- | -------- | --------- | --------- | --------- | --------- | --------- | --------- | --------- | --------- | ---------- | ---------- | --------- |
| Température minimale moyenne (°C)     | −3         | −2       | 2,3       | 5         | 9         | 12,4      | 14,1      | 14,1      | 10        | 7         | 2          | −2,3       | 5,7       |
| Température moyenne (°C)              | 1,6        | 3        | 7,9       | 11,7      | 15,6      | 19,4      | 21,6      | 21,4      | 16,4      | 12,1      | 5,9        | 2,1        | 11,5      |
| Température maximale moyenne (°C)     | 6,1        | 8        | 13,5      | 18,3      | 22,1      | 26,4      | 29,1      | 28,6      | 22,8      | 17,1      | 9,7        | 6,4        | 17,3      |
| Record de froid (°C) date du record   | −14,1 2017 | −20 2012 | −10 2018  | −6,4 2017 | −1 2019   | 6 2013    | 8,5 2025  | 9,8 2024  | 2,2 2024  | −3 2017   | −12,8 2010 | −15,1 2010 | −20 2012  |
| Record de chaleur (°C) date du record | 18,4 2022  | 22 2017  | 23,5 2021 | 32,3 2024 | 36,2 2025 | 38,8 2025 | 41,8 2025 | 38,6 2024 | 35,2 2024 | 26,6 2023 | 20,4 2020  | 16,5 2022  | 41,8 2025 |
| Nombre de jours avec gel              | 21         | 18       | 10        | 3         | 0         | 0         | 0         | 0         | 0         | 2         | 9          | 21         | 84        |
| Précipitations (mm)                   | 45         | 42       | 48        | 62        | 78        | 75        | 72        | 68        | 58        | 55        | 52         | 58         | 713       |
| dont neige (cm)                       | 10         | 7        | 3         | 1         | 0         | 0         | 0         | 0         | 0         | 0         | 4          | 8          | 33        |

### Notion dedérèglement climatique
Avec l'évolution du climat, les étés ont tendance à être plus chauds et orageux, avec une certaine lourdeur et une stabilité de la température, très souvent élevée. Les hivers sont plus variables, rigoureux mais avec une alternance de périodes très douces et de fortes gelées. La transition peut parfois être rude entre l'été et l'hiver. Le 22 novembre 2024 à la suite de la tempête Caetano, on relève 30 cm de neige à Hégenheim et 27 à 28 cm en plein centre-ville de Bâle, un record absolu pour un mois de novembre,,.

## Toponymie
Heguenheim (1793), Hegenheim (1801).

## Histoire

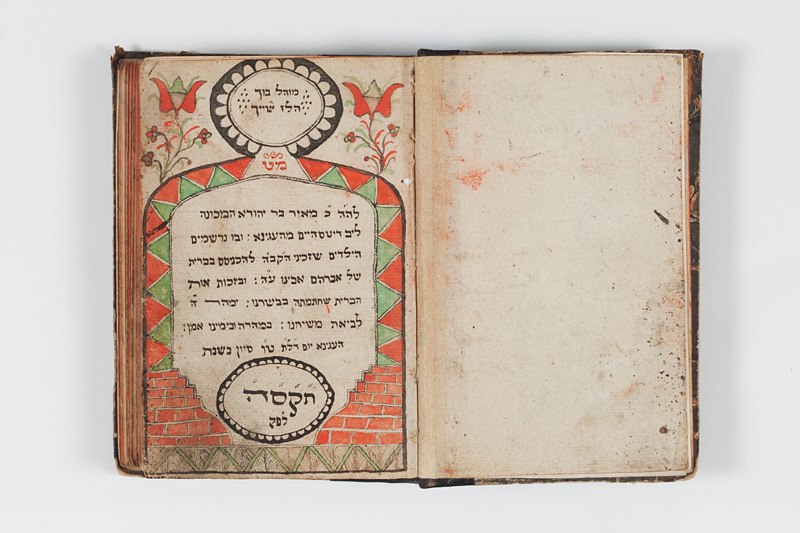
Livret de mohel provenant de Hegenheim (F), datée entre 1805 et 1849. REF BC Aujourd'hui dans la collection du musée juif de Suisse.

Le village trouve son origine sans doute dans une création de l'époque franque, et signifierait le « domaine de Hagino », prénom germanique. Cette assertion est confirmée par la découverte d'une nécropole du VIe-VIIe siècle.

La période romaine est marquée par la présence d'un croisement important de voies romaines traversant le ban, celles menant de Porrentruy à Augst et de Binningen à Rixheim.
Le village dépendait au temporel de l'Évêché de Bâle. Les évêques le donnèrent en fief à des vassaux, dont les Baerenfels en 1482 qui le conservèrent jusqu'en 1700. En conséquence des ravages occasionnés par la guerre de la Ligue d'Augsbourg (1688-1697), les sœurs Elizabeth et Anna de Baerenfels, propriétaires de l'ancien château, s'étaient réfugiées à Bourgfelden. Le domaine, comprenait le château, la ferme, et le verger. Transformé en hôpital après la bataille de Friedlingen (1702), le château fut dévasté. Quasiment abandonné, il fut indûment occupé par un Bâlois. Le domaine fut Inféodé par Louis XIV à Laurent de Barbier, officier d'origine picarde, en récompense pour les nombreuses années passées au service de la France, et en dédommagement des diverses blessures reçues. Celui-ci dut recourir au Conseil souverain d'Alsace pour expulser l'usurpateur et entrer en possession de son bien, en mars 1703. À cette époque, il commandait le fort Saint-Pierre à Fribourg-en-Brisgau et plus tard dirigea la construction de la forteresse de Huningue. Il termina ses jours à Oléron, en tant que commandant de la forteresse. Ce furent ses fils, Laurent-Amable et Pierre (le troisième fils était mort au siège de Turin), qui entreprirent la construction du château actuel, achevé en 1737.
Cette maison a été transmise jusqu'à nos jours à l'intérieur de la même famille, par héritage, dot de mariage, voire donation aux Barbier, Barbier-Schroffenberg, Gohr, Leoprechting, Reinach-Foussemagne, Reinach-Hirtzbach qui en sont actuellement propriétaires.
Il s'agit du seul bâtiment inscrit au titre des Monuments Historiques de Hégenheim (1990).
Le XVIIe siècle est marqué par l'installation d'une forte communauté juive aux portes de Bâle où ils ne sont pas tolérés. Il y avait cependant un cimetière. En 1673, Hannibal de Baerenfels vendit aux juifs un terrain à destination de synagogue et qui prit une importance régionale, et contient environ 8 000 tombes. La synagogue a été construite en 1723, brûlée par les troupes d'invasion alliées en juin 1815, reconstruite en 1821. L'asile pour vieillards israélites a ouvert en 1874.
En 1838, il y avait 845 israélites à Hégenheim.
À cette époque, Moïse Nordmann était rabbin à Hégenheim, poste qu'il conserve jusqu'à sa mort en 1884. Il était également responsable de nombreuses communautés suisses.
Un sentiment anti-juif croissant s'accentue pendant l'année révolutionnaire de 1848. Le 23 avril 1848, une dispute éclate parce que des paysans de Hagenthal avaient chanté des chansons anti-juives. Lors d'une bagarre, un non-juif perd un doigt. À la suite de cela, la garde nationale juive est désarmée par une foule enragée, les juifs sont attaqués et plusieurs maisons juives sont prises d'assaut et complètement dévastées. Un enfant est tué. Seul le déploiement de troupes a pu mettre fin aux émeutes le 25 avril.
Avant la Première Guerre mondiale, Hégenheim était un important centre de production horlogère. La Manufacture de montres Lévy employait une centaine d'ouvriers, dont la moitié venait de Suisse. Elle a été remplacée par la Société anonyme Manufacture d'horlogerie du Haut-Rhin (jusqu'en 1963).

### Héraldique
| Blason de Hégenheim | Les armes de Hégenheim se blasonnent ainsi : « Coupé d'or et d'azur, au pal de l'un dans l'autre. » |

Les armoiries de la ville lui ont été attribuées en 1978. Hégenheim a adopté le blason de la famille de Hégenheim qui s'est éteinte en 1451.

## Démographie
L'évolution du nombre d'habitants est connue à travers les recensements de la population effectués dans la commune depuis 1793. Pour les communes de moins de 10 000 habitants, une enquête de recensement portant sur toute la population est réalisée tous les cinq ans, les populations de référence des années intermédiaires étant quant à elles estimées par interpolation ou extrapolation. Pour la commune, le premier recensement exhaustif entrant dans le cadre du nouveau dispositif a été réalisé en 2004.

En 2022, la commune comptait 3 403 habitants, en évolution de −1,25 % par rapport à 2016 (Haut-Rhin : +0,66 %, France hors Mayotte : +2,11 %).
| 1793  | 1800  | 1806  | 1821  | 1831  | 1836  | 1841  | 1846  | 1851  |
| ----- | ----- | ----- | ----- | ----- | ----- | ----- | ----- | ----- |
| 1 804 | 1 263 | 1 494 | 1 702 | 1 902 | 1 953 | 2 130 | 2 151 | 2 041 |

| 1856  | 1861  | 1866  | 1871  | 1875  | 1880  | 1885  | 1890  | 1895  |
| ----- | ----- | ----- | ----- | ----- | ----- | ----- | ----- | ----- |
| 2 045 | 2 172 | 2 132 | 2 088 | 2 190 | 2 041 | 1 926 | 2 034 | 1 979 |

| 1900  | 1905  | 1910  | 1921  | 1926  | 1931  | 1936  | 1946  | 1954  |
| ----- | ----- | ----- | ----- | ----- | ----- | ----- | ----- | ----- |
| 2 090 | 2 263 | 2 353 | 2 111 | 2 078 | 2 039 | 2 050 | 1 759 | 2 036 |

| 1962  | 1968  | 1975  | 1982  | 1990  | 1999  | 2004  | 2006  | 2009  |
| ----- | ----- | ----- | ----- | ----- | ----- | ----- | ----- | ----- |
| 2 111 | 2 059 | 2 226 | 2 162 | 2 310 | 2 576 | 2 836 | 2 926 | 3 164 |

| 2014  | 2019  | 2022  | - | - | - | - | - | - |
| ----- | ----- | ----- | - | - | - | - | - | - |
| 3 409 | 3 369 | 3 403 | - | - | - | - | - | - |

## Économie
L'agglomération bénéficie des infrastructures et des commerces nécessaires au quotidien de la population (boulangeries, boucheries, commerce alimentaire, pharmacie, restaurants...). Quelques petites industries sont regroupées dans la zone industrielle créée en 1977.

## Vie locale

### Enseignement
Hégenheim a une école maternelle-primaire et le collège intercommunal des 3 pays.
Une nouvelle école a été construite dans le prolongement de l'église et de l'école existante et inaugurée pour la rentrée 2014. L'école primaire compte 7 classes, l'école maternelle en compte 4 dont une classe bilingue français/allemand pour la moyenne et grande section.
Un centre périscolaire a ouvert ses portes en janvier 2005, il accueille les enfants scolarisés à Hégenheim à partir de la moyenne section maternelle jusqu'au CM2.
Une antenne locale de l'Université Populaire a ouvert à l'automne 2005.

### Équipements sportifs et culturels
Le Complexe culturel et sportif, incluant une salle de gymnastique ainsi qu'une salle de musique, permet l'organisation de nombreuses manifestations qui animent la vie du village.
Un complexe comprenant 2 courts de tennis couverts ainsi qu'un club-house a été construit en 2000. La zone de loisirs autour du stade de football de l'Eisweier est un lieu animé.
La commune dispose d'un parcours santé en forêt du Mühlenrain, ainsi que d'un sentier découverte.

## Culture et festivités
Le Käsnapperfascht, fête villageoise, est connue bien au-delà de la région frontalière.

## Jumelages
- Morcenx-la-Nouvelle (France) : Hégenheim est jumelée avec la commune de Morcenx (Landes) depuis 1980. Le lien entre ces deux communes provient de l'évacuation des habitants de Hégenheim vers les Landes pendant la Seconde Guerre mondiale.

## Lieux et monuments
- L'église Saint-Rémi[22].
- La chapelle funéraire Saint-Rémi[23].
- L'école.
- L'ancienne synagogue[24].
- Le cimetière de juifs[25],[26].
- Le château[27],[28].
- Trois moulins[29],[30],[31].

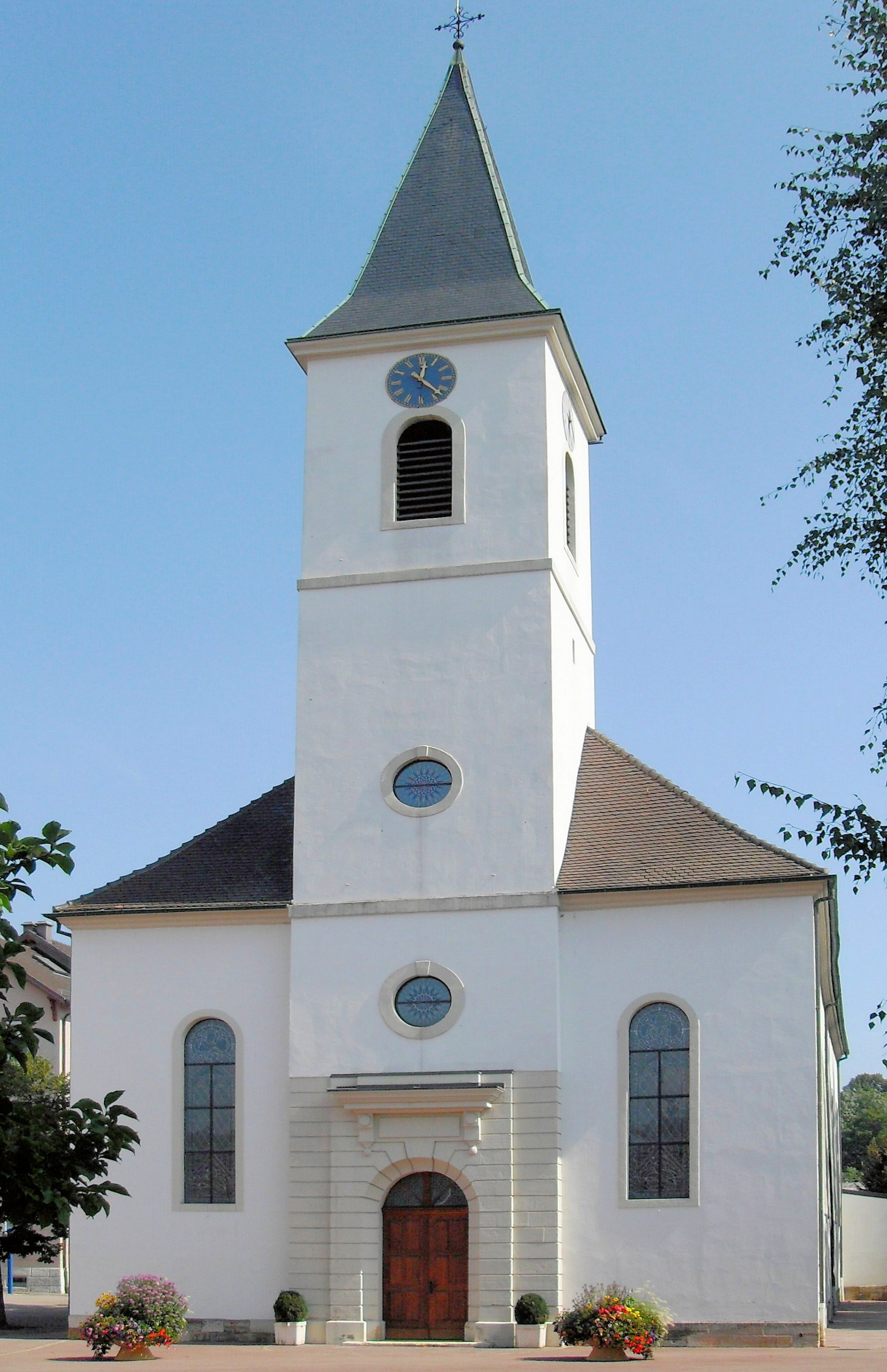
L'église Saint-Rémi.

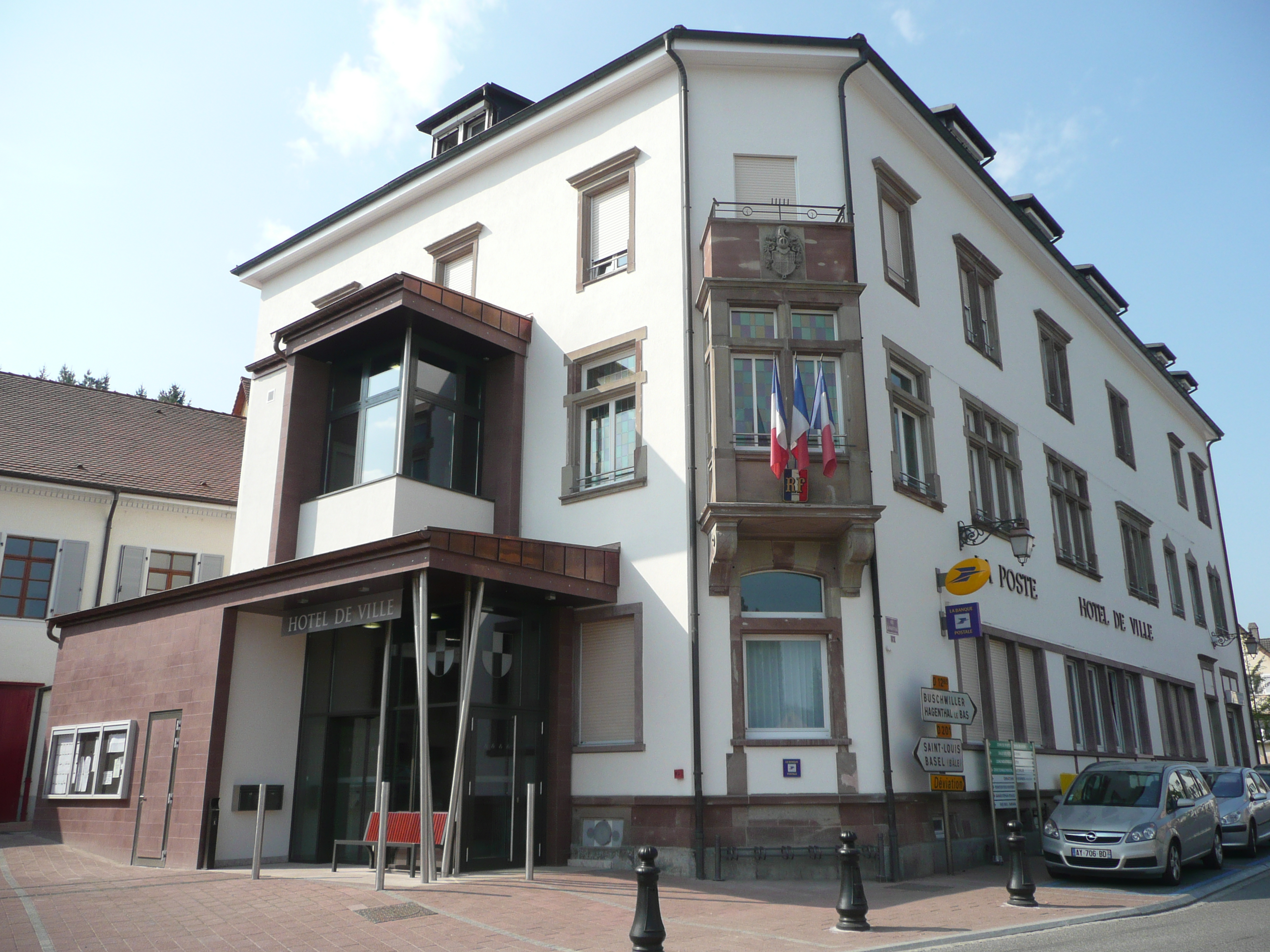
Hôtel de ville, rénové en 2011.
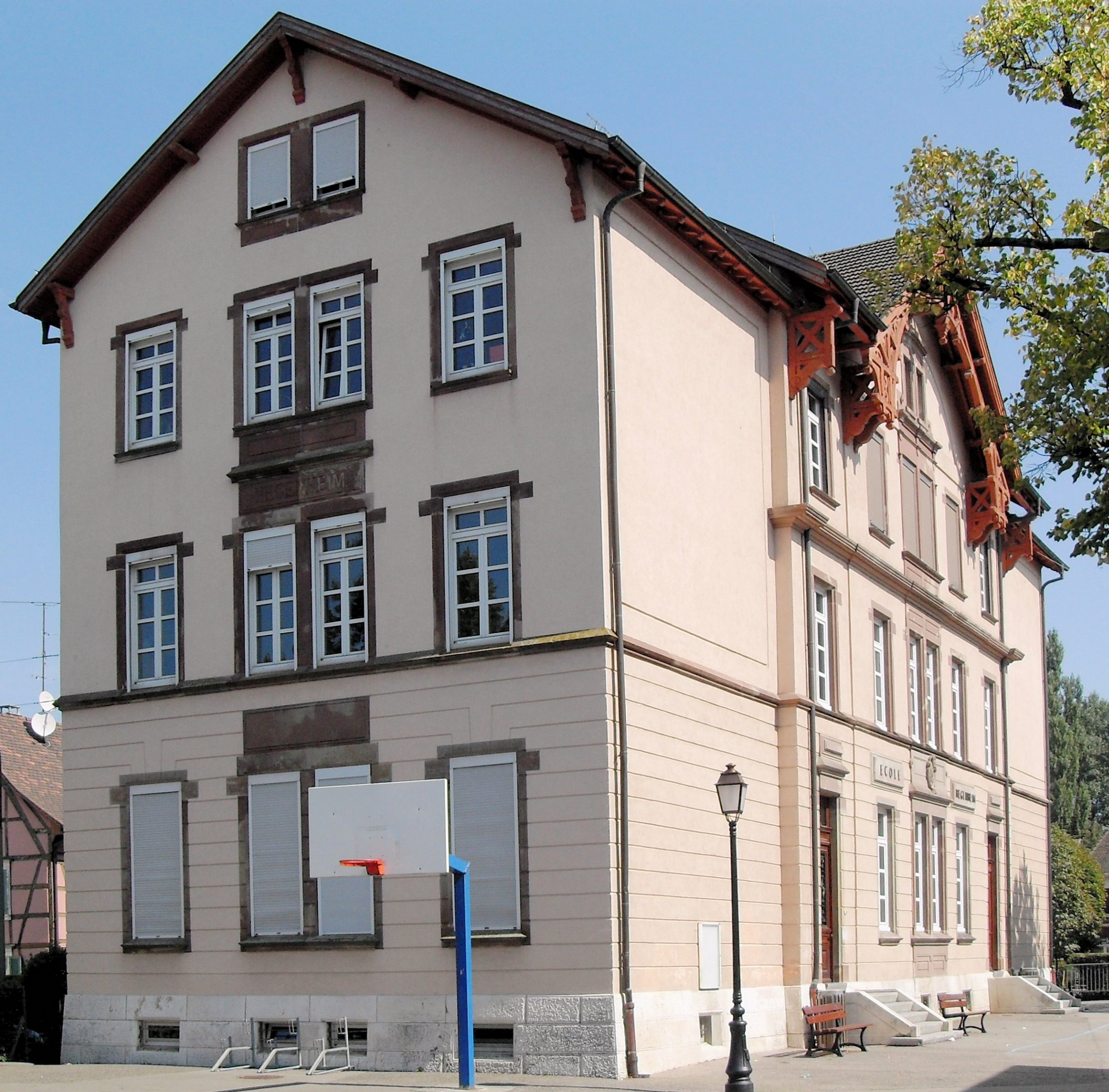
L'école.
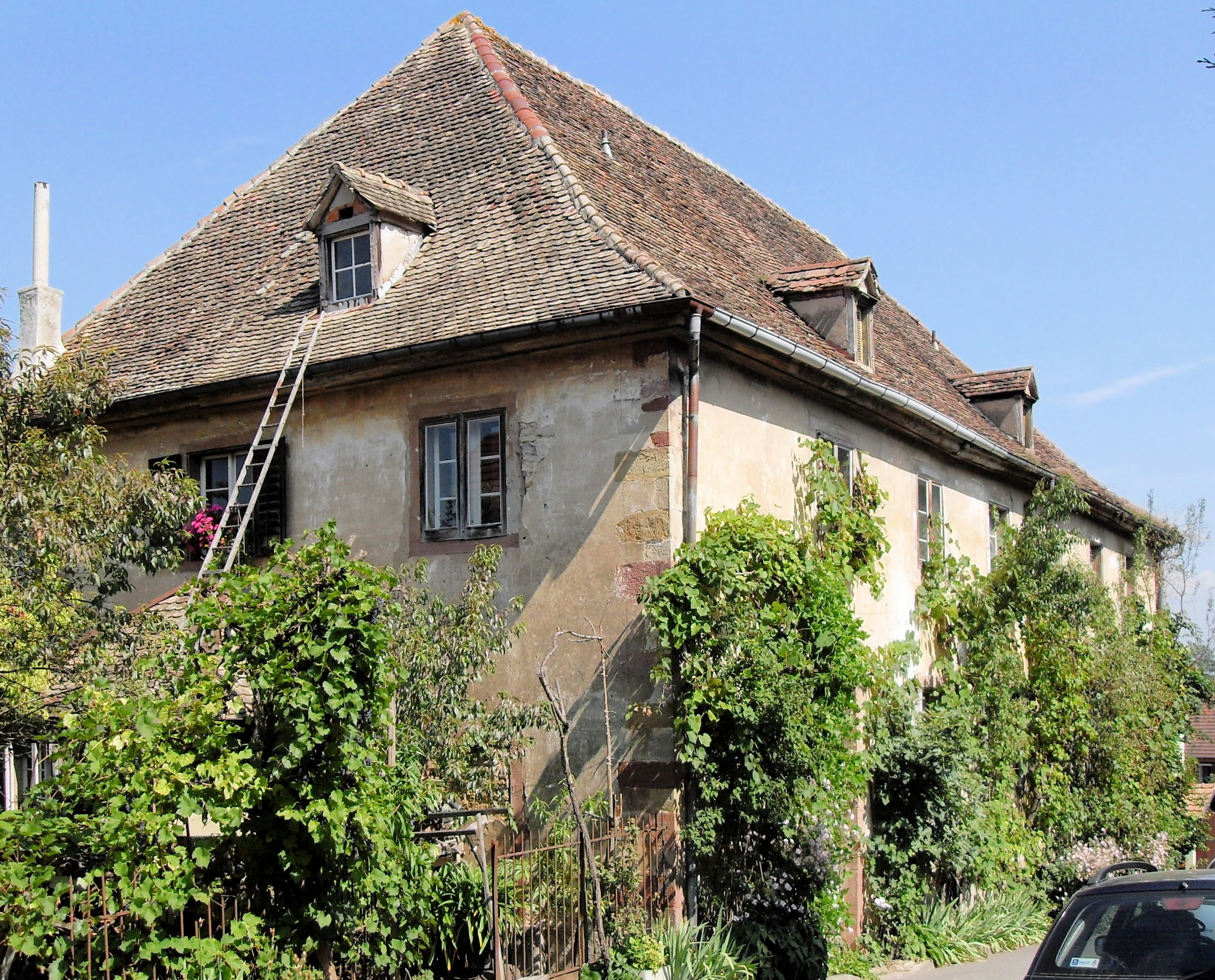
L'ancienne synagogue.
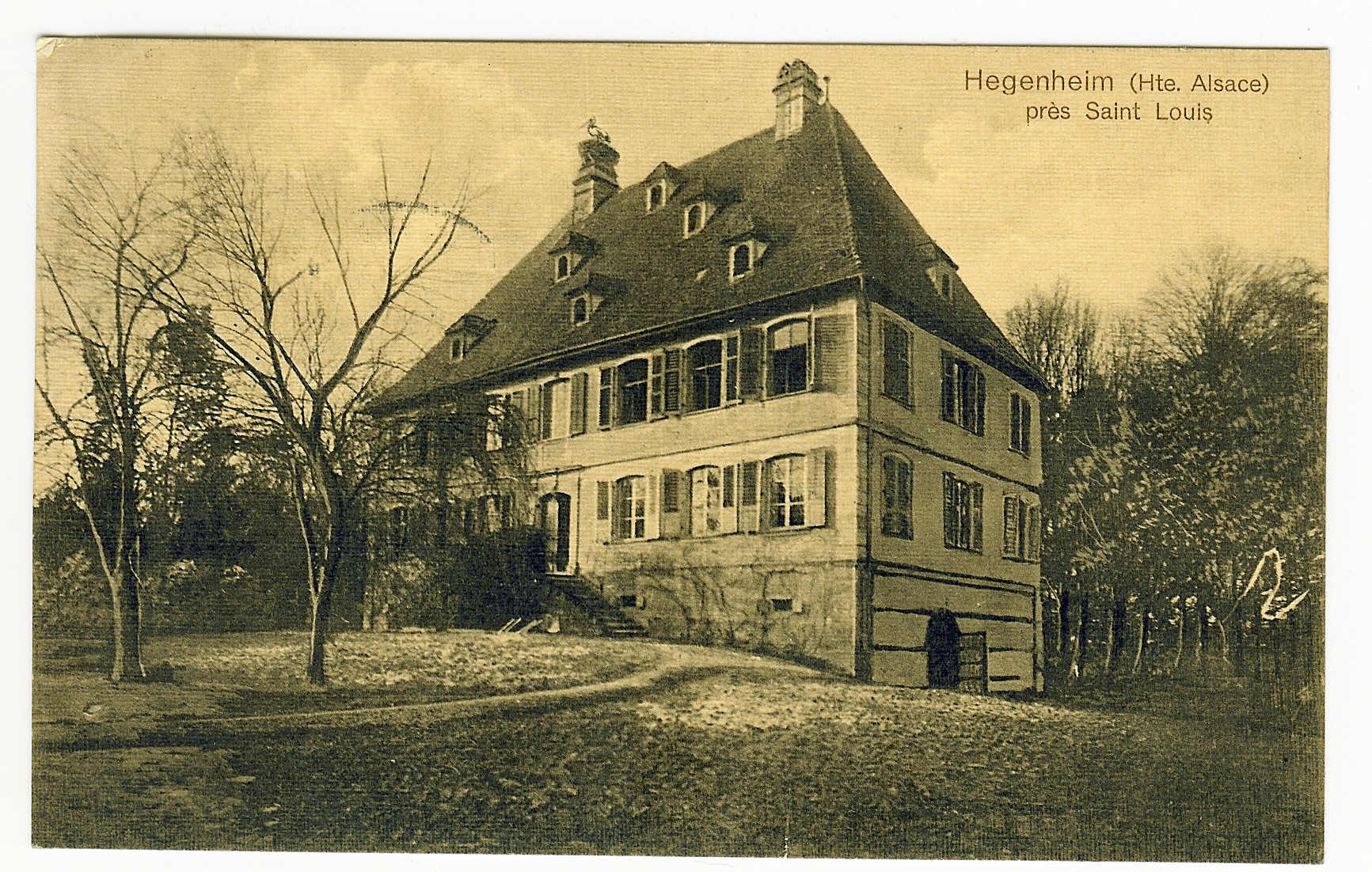
Le château vers 1950.

## Personnalités liées à la commune
- Léon Boesinger, footballeur professionnel, né en 1909 à Hégenheim.